# Beč
Beč (Savezni glavni grad Beč, standardni njemački: Bundeshauptstadt Wien, bečki njemački: Bundeshauptstod Wean, mađarski: Bécs, slovački: Viedeň, slovenski: Dunaj), glavni grad Austrije, i jedna od devet austrijskih saveznih država. Administrativno je podijeljen na 23 kotara (njem. Bezirk).
S više od 1.800.000 stanovnika (2.400.000 milijuna na širem području grada) je 10. najveći grad Europske unije, daleko najveći grad Austrije i njezino političko, gospodarsko i kulturno središte.
Grad leži na Dunavu u najistočnijem dijelu Austrije nedaleko od granice s Slovačkom, Mađarskom i Češkom, na raskršću putnih pravaca sjever-jug, povezujući Baltik s Jadranom, i zapad-istok, povezujući zapadnu i srednju Europu s jugoistočnom Europom i dalje Azijom. Povijest Beča počinje prije više od 4 tisućljeća čime se područje grada svrstava među najstarije ljudske naseobine na svijetu. Beč je tako jedna od najstarijih metropola u srcu Europe, carski grad i mjesto ukrštanja raznih kultura i utjecaja, grad koji je stoljećima imao vodeću ulogu u kreiranju političke scene Europe i ovog dijela svijeta. Bio je sjedište imperatora Svetog Rimskog Carstva, glavni grad Austrijskog Carstva te Austro-Ugarske monarhije kada je i dostigao svoj vrhunac krajem 19. stoljeća i s oko 2.000.000 stanovnika predstavljao četvrti grad po veličini na svijetu (nakon Londona, Pariza i New Yorka), kulturno središte, riječnu luku, industrijski i trgovački centar povezan s češkim, mađarskim i južnoslavenskim zemljama.
Sjedište je nekoliko međunarodnih organizacija: OPEC-a (Organizacije zemalja izvoznica nafte), IAEA-e (Međunarodne agencije za atomsku energiju) i UNIDO-a (Organizacije za industrijski razvoj Ujedinjenih naroda). Simbol Beča jest katedrala sv. Stjepana, sjedište bečkoga nadbiskupa, a zaštitnik grada jest sveti Leopold. 
Grad je, između ostalog, i jedno od najomiljenijih europskih odredišta turista iz čitavog svijeta ali i imigranata koji čine, posebno posljednjih godina, veliki dio u broju gradskog stanovništva. Grad godišnje posjete milijuna turista najviše zahvaljujući mnogobrojnim kulturno-povijesnim spomenicima i raznovrsnoj kulturnoj ponudi. Beč nosi i nadimak Glazbeni glavni grad je su u njemu živjeli kompozitori kao što je Wolfgang Amadeus Mozart ili Ludwig van Beethoven.
Na osnovu studije konzultantske firme za ljudske resurse "Mercer" o kvalitetu života u svjetskim metropolama, Beč je 2015. godine proglašen najboljim gradom za život na svijetu.

## Povijest
Beč su osnovali Kelti oko godine 500. pr. Kr. Godine 15. pr. Kr. postaje pogranični grad (Vindobona) u sustavu obrane Rimskoga Carstva od germanskih plemena na sjeveru. U 13. st. gradu je zaprijetilo Mongolsko Carstvo koje se prostiralo preko većega dijela današnje Rusije i Kine. Nakon smrti svojega vođe, Mongoli su se povukli iz Europe. 
U srednjem vijeku postaje sjedište dinastije Babenberg, a kasnije 1440. i Habsburgovaca te posljedično tomu glavni grad Svetoga Rimskoga Carstva i, kasnije, Austro-Ugarske Monarhije.  Od 1527. do 1918. Beč je bio glavni grad država kojima je pripadao i veći dio Hrvatske pa je odigrao značajnu ulogu u povijesti hrvatskoga naroda. Tako je u Beču razdoblju od 1624. do 1783. djelovao hrvatski kolegij, koji je prvotno djelovao u Grazu. U 16. i 17. st. u blizini grada dvaput je poražena Osmanska vojska (Opsada Beča 1529. i 1683.). Godine 1679. grad je pogodila epidemija kuge koja je ubila trećinu stanovništva.
Godine 1815. u njem je održan Bečki kongres na kojem je ustanovljen politički poredak nakon Napoleonova poraza, a koji se održao s manjim izmjenama sve do Prvoga svjetskoga rata.
Bečko sveučilište osnovano je 1365. Na njem su se školovali mnogi studenti iz Hrvatske, a i prvo hrvatsko moderno sveučilište, Sveučilište u Zagrebu osnovano je prema bečkomu uzoru 1874. U Beču je dio svoje karijere kao profesor slavistike proveo hrvatski jezikoslovac Vatroslav Jagić.
Nakon raspada Austro-Ugarske 1918., Beč postaje glavni grad Prve Austrijske Republike. Iako je bio jako važan tržišni centar, njegovo se značenje smanjuje. Godine 1938. Austriju je Anschlussom pripojila Njemačka te je grad izgubio status glavnoga grada. Dana 2. travnja 1945. Crvena armija pokrenula je ofenzivu te oslobodila grad od opsade. Tijekom rata uništeno je tisuće javnih i privatnih zgrada. Nakon završetka rata Austrija je odvojena od Njemačke te je gradu vraćen status glavnoga grada. U doba hladnoga rata Beč je kao prijestolnica neutralne Austrije bio jedno od središta međunarodne špijunske aktivnosti.

## Zemljopis
Beč se nalazi u sjeveroistočnoj Austriji na najistočnijem proširenju Alpa. U doba prvih naselja grad se nalazio na južnoj strani Dunava, a danas se proteže na obje strane rijeke. Nalazi se na nadmorskoj visini od 151 m do 524 m.
Gotovo polovina Beča je pod zelenim površinama, od čega 28,4% teritorije grada zauzimaju parkovi i vrtovi, 16,6% bečke šume, dok se veliki dio ovih površina koristi i za poljoprivredne svrhe. Beč je tako i jedna od 4 savezne države gdje se uzgaja vinova loza, na 1,7% teritorije.

### Položaj
Povoljan zemljopisni položaj imao je presudan utjecaj na razvoj grada Beča, kao jednog od najvažnijih i najvećih gradova srednje Europe. Povijesni Beč nalazio se južno od Dunava, da bi se do danas proširio i na drugu, sjevernu obalu rijeke.
Beč je oduvijek predstavljao raskrižje puteva između zapada i istoka, pravcem Dunava između srednje i jugoistočne Europe, i na ruti najstarije europske trase između juga i sjevera, na jantarskom putu. Ovakav položaj grada pogodovao je prvenstveno razvoju trgovine i putne infrastrukture, a potom i ne manje značajnim kulturnim utjecajima i priljeva stanovništva iz raznih regija Europe koji su dali veliki doprinos i ostavili jak pečat na razvoj čitave Bečke kotline.
Nakon pada željezne zavjese 1989. godine, počinju vidno jačati ekonomske i prometne veze sa susjednim sjevernim i istočnim zemljama. S tim je blizina Beča zemljama bivšeg istočnog bloka ponovo dobila na značaju. Tako je Bratislava, glavni grad Slovačke udaljen 60 km od Beča, te je to jedinstven primjer u Europi da se dva glavna grada nalaze na tako maloj udaljenosti jedan od drugog (izuzimajući slučaj Vatikana i Rima). Nakon što je Austrija potpisala schengenski sporazum 21. prosinca 2007. godine, istočne granice Austrije se prvi put nakon studenoga 1918. godine mogu ponovo prelaziti bez graničnih kontrola.

### Klima
Prema Köppenovoj klasifikaciji klime grad se nalazi na prijelazu iz oceanske u umjerenu kontinentalnu klimu. Ima topla ljeta s prosječnim temperaturama od 22 do 26 °C te relativno hladne zime s prosječnim temperaturama oko 0 °C.
Prosječna godišnja temperatura u središnjim dijelovima grada iznosi 11,4 °C, dok je u predgrađima i na obodu nešto niža i iznosi 10,2 °C. Količina padavina uglavnom varira tijekom godine i najviša je tijekom lipnja i srpnja.

## Znamenitosti

### Stari grad
Povijesno središte Beča (Innere Stadt) upisano je na UNESCO-ov popis mjesta svjetske baštine u Europi 2001. godine zbog bogatstva arhitekture koja uključuje barokne dvorce s parkovima, građevine bečkoga neoklasicizma (Gründerzeit), ali i urbanistički kompleks Ringstraße iz 19. st., u kojem se izmjenjuju građevine, spomenici i parkovi, ali i zbog njezine važnosti u razvoju klasične glazbe. Tu se nalaze znamenite građevine:
- Katedrala sv. Stjepana u Beču (Stephansdom)
- Romanička crkva sv. Ruperta (Ruprechtskirsche)
- Dvorac Schönbrunn sa Zoološkim vrtom Schönbrunn
- Crkva sv. Karla u stilu rokokoa
- Kraljevska palača Hofburg
- Gradska vijećnica (Rathaus)
- Kraljevsko kazalište (Burgtheater)
- Austrijski Parlament
- Muzej povijesti umjetnosti (Kunsthistorisches Museum) i Prirodoslovni muzej (Naturhistorisches Museum)
- Bečka Poštanska štedionica (Postsparkasse)
- Dvorac Belvedere
- Bečka državna opera (Wiener Staatsoper)
- Muzej Albertina u Beču
- Zgrada bečke secesije (Wiener Secession)
- Hundertwasserhaus
- Gasometer
- Neogotička Zavjetna crkva (Votivkirche)
- Središnje groblje s grobovima brojnih poznatih osoba

- Hofburg
- Muzej Albertina u Beču
- Muzej povijesti umjetnosti
- Schönbrunn s panoramom grada
- Dvorac Belvedere
- Zavjetna crkva
- Austrijski parlament
- Burgtheater

Zbog izgradnje hotela Vienna Ice-Skating Club koji svojom visinom znatno škodi univerzalnoj vrijednosti lokaliteta2017. godine je povijesno središte Beča upisano na popis ugroženih mjesta svjetske baštine.

### Ostale znamenitosti
- Muzej Liechtenstein posjeduje djela velikih umjetnika kao što su: Rembrandt, Rubens i Van Dyck
- Etnološki muzej (Museum für Völkerkunde) posjeduje Montezuminu perjanicu
- Likovna akademija
- Zabavni parkovi Prater i Wiener Riesenrad

- Crkva sv. Karla u Beču
- Ulica Kärntner Straße
- Muzej Liechtenstein
- Wurstelprater

## Turizam
Beč je u svjetskim razmjerima odavno postao i omiljeno turističko odredište, ponajviše zahvaljujući mnogobrojnim raskošnim kulturno-povijesnim spomenicima iz doba Austro-Ugarske Monarhije, raznolikoj kulturnoj ponudi i naslovu glazbene prijestolnice u kojoj su između ostalih živjeli i stvarali poznati glazbenici kao što su Beethoven ili Mozart. U gradskom središtu (Innenstadt) nalazi se veličanstvena katedrala sv. Stjepana te brojni spomenici uvršteni na listu svjetske kulturne baštine. U neposrednoj su blizini i Bečka državna opera (Wiener Staatsoper), ulica Kärntner Straße - najfrekventnija pješačka zona Austrije, poznati hoteli, kavane i slastičarnice, kao i znameniti Ring, odnosno ulica Ringstraße, koja kao prsten okružuje središte grada. Od 1980. godine u Beču se razvila živahna i raznovrsna noćna scena s ugostiteljskim četvrtima, umjetničkim galerijama, noćnim klubovima, jazz barovima i priredbama svake vrste. 
Veliki broj posjetitelja u Beč dolazi u mjesecu prosincu kada se u gradu održavaju i brojni božićni sajmovi na otvorenom (Weihnachtsmarkt), od kojih je najpoznatiji Christkindlmarkt, koji se pred Gradskom vijećnicom održava od 1975. godine. Većina bečkih znamenitosti može se posjetiti tijekom cijele godine kao npr. dvorci Schönbrunn, Hofburg i Belvedere ili poznati muzejski kompleks MuseumsQuartier. 
Najveći broj gostiju ili oko 60%  posjećuje Beč ipak tijekom ljetne sezone. Najveći broj turističkih noćenja ostvaruju gosti iz Njemačke, a slijede ih domaći gosti iz ostalih osam austrijskih saveznih pokrajina. Veliki broj posjetitelja dolazi i iz Italije, SAD-a, Španjolske, Velike Britanije, Japana, Švicarske, Francuske, Nizozemske i Rusije. Posljednjih godina posebno su porasla noćenja gostiju iz istočnoeuropskih te arapskih i azijskih zemalja. Godine 2005. Beč je ostvario oko 8,8 milijuna noćenja (s okolicom oko 9,5 mil.), dok se u 2006. očekuje oko 9,2 mil. noćenja.

## Gradovi prijatelji
Beč je zbratimljen sa sljedećim gradovima:
| - Budimpešta (Mađarska), od 1990. - Moskva (Rusija), od 1991. - Zagreb (Hrvatska), od 1994. - Varšava (Poljska), od 2001. - Beograd (Srbija), od 2003. | - Tel Aviv (Izrael), od 2005. - Istanbul (Turska), od 2007. - Tabriz (Iran), od 2009. - Bratislava (Slovačka) - Brno (Češka) | - Kijev (Ukrajina) - Ljubljana (Slovenija) - Moskva (Rusija) - Tunis (Tunis) |

## Vanjske poveznice
- www.wien.gv.at
- Your Friend in Vienna
- www.wienkultur.info

### Ostali projekti
|  | Zajednički poslužitelj ima još gradiva o temi Beč |